# St. Servatius (Bornheim)

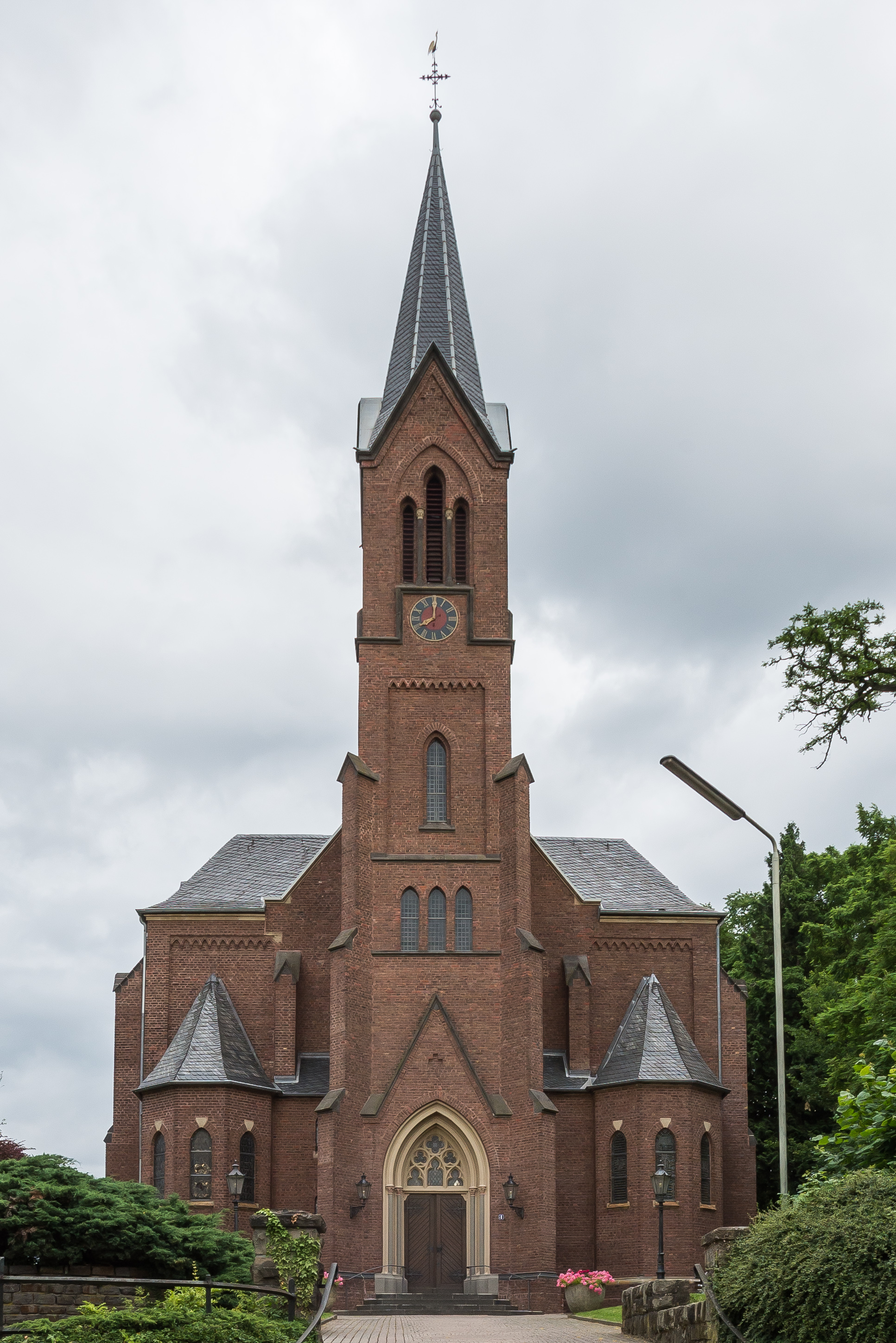
St. Servatius Bornheim (2013)

Die katholische Pfarrkirche St. Servatius ist ein denkmalgeschütztes Kirchengebäude in Bornheim, einer Stadt im Rhein-Sieg-Kreis (Nordrhein-Westfalen).

## Geschichte und Architektur
Der kreuzförmige neugotische Bau steht oberhalb der Hauptstraße in einem Hang. Die Kirche wurde von 1864 bis 1866 nach Plänen des Bonner Kreisbaumeisters Paul Richard Thomann in gelbem Backstein errichtet. Thomann war ein Schüler von Karl Friedrich Schinkel. Von 1897 bis 1898 wurde sie, wegen Platzmangels, durch den Anbau von Seitenschiffen zur Hallenkirche erweitert. Die Innenraumfassung wurde 1983 in Anlehnung an den Zustand des späten 19. Jahrhunderts restauriert.

## Ausstattung
- Der zylindrische Taufstein aus Andesit ist vom 12. Jahrhundert.
- Die Holzskulptur der Unterweisung Mariens entstand um 1500 in Köln.
- Eine barocke Holzstatue des hl. Servatius[2]

### Orgel
Die neugotische Orgel wurde 1889 von der Köln-Mannsfelder Firma Ernst Seifert eingebaut.
1974 mussten die störanfälligen Membranladen (pneumatische Traktur) erneuert werden. Diesen Auftrag führte die niederländische Firma Verschueren Orgelbouw aus Heythuysen durch. Dabei wurde auch der alte Spieltisch durch einen fahrbaren ersetzt. Lediglich Gehäuse und Pfeifenwerk konnten beibehalten werden.
| I Hauptwerk |               |     |
| 1.          | Bordun        | 16′ |
| 2.          | Prinzipal     | 8′  |
| 3.          | Flaut major   | 8′  |
| 4.          | Oktave        | 4′  |
| 5.          | Flaut travers | 4′  |
| 6.          | Cornett IV    |     |
| 7.          | Mixtur IV     | 2′  |
| 8.          | Trompete      | 8′  |

| II Positiv |                 |      |
| 9.         | Gedackt         | 8′   |
| 10.        | Salicional      | 8′   |
| 11.        | Harfenprinzipal | 4′   |
| 12.        | Gemshorn        | 4′   |
| 13.        | Piccolo         | 2′   |
| 14.        | Scharff III     | 2⁄3′ |
|            | Tremulant       |      |

| Pedal |            |         |
| 15.   | Subbass    | 16′     |
| 16.   | Prinzipal  | 8′      |
| 17.   | Dolcebass  | 8′      |
| 18.   | Piffaro II | 4′ + 2′ |

- Koppeln:
  - Normalkoppeln: II/I, I/P, II/P
- Spielhilfen: Eine freie Kombination, Festkombinationen: Piano, Forte, Organo Pleno und Tutti. Handregistrierung, Auslöser.

### Glocken
Das im Turm befindliche Glockengeläut wurde 1947 vom Bochumer Verein für Gußstahlfabrikation in Versuchsrippe (V12) gefertigt. Neben diesen Gussstahlglocken gibt es noch die Alte Donatus-Glocke aus Bronze eines unbekannten Gießers aus dem Jahre 1892, die solistisch geläutet wird.
| Nr. | Name          | Durchmesser | Masse   | Schlagton (HT-1/16) | Inschrift / Funktion                                                                                                   |
| --- | ------------- | ----------- | ------- | ------------------- | --- |
| 1   | Servatius     | 1510 mm     | 1597 kg | f1 –6               | ST. SERVATIUS TUEATUR NOS (St. Servatius möge uns schützen) Uhrglocke, Beierglocke                                     |
| 2   | Anna          | 1190 mm     | 1060 kg | as1 –5              | ST. ANNA SERVA NOS (St. Anna, behüte uns) Wandlungsglocke, Beierglocke                                                 |
| 3   | Maria Königin | 1060 mm     | 0738 kg | b1 –7               | REGINA PACIS PROTEGE NOS (Königin des Friedens, beschütze uns) Beierglocke                                             |
| 4   | Donatus       | 0940 mm     | 0499 kg | c2 –9               | ST. DONATUS DEFENDE NOS (Hl. Donatus, verteidige uns) Neue Donatusglocke                                               |
|     |               |             |         |                     | |
| 5   | Alte Donatus  | 0410 mm     | 045 kg  | h2 +2               | Donate, a voce Fulminum Defende nos grandinum Bornheim 1892 (Donatus, verteidige uns mit Stimme gegen Blitz und Hagel) |